# Racek patagonský

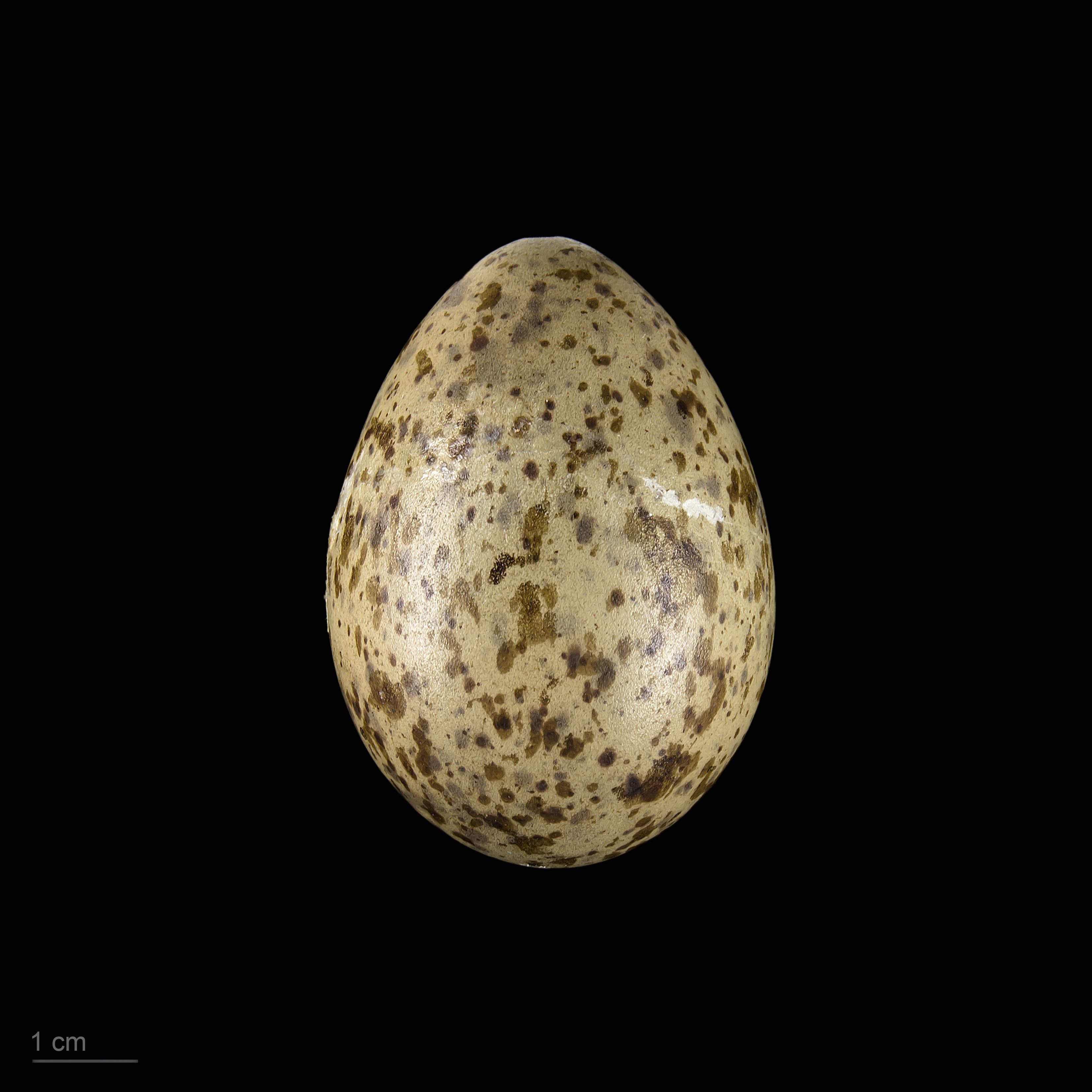
Chroicocephalus maculipennis

Racek patagonský (Chroicocephalus maculipennis) je středně velkým jihoamerickým druhem racka z rodu Chroicocephalus.

## Popis
Dospělí ptáci se na první pohled podobají racku chechtavému, mají však odlišnou kresbu špičky křídla. Krajní ruční letky jsou bílé s černými vnějšími prapory, proto je špička křídla jakoby černobíle pruhovaná; ruční letky mají bílé (ne černé) špičky. Mladí ptáci mají špičku křídla hnědou s bílými skvrnami u špiček krajních dvou letek. Zobák a nohy jsou tmavě červené.

## Výskyt
Racek patagonský hnízdí na jihu Jižní Ameriky, na sever zasahuje jejich areál po Uruguay a Valdivia v Chile. Po vyhnízdění se rozptylují po pobřeží dále na sever až po Brazílii a severní Chile.